# JDS Amatsukaze
Pour les autres navires du même nom, voir Amatsukaze.
Le JDS Amatsukaze (DDG-163) fut le premier destroyer lance-missiles de la Force maritime d'autodéfense japonaise (JMSDF). Il a été construit au début des années 1960.

## Navires du même nom
- L'Amatsukaze, destroyer japonais de la Seconde Guerre mondiale

### Sources
- (en) Cet article est partiellement ou en totalité issu de l’article de Wikipédia en anglais intitulé « JDS Amatsukaze (DDG-163) » (voir la liste des auteurs).